# Begonia rufa
Espèce
Synonymes
- Begonia galeottiana Lem.[1]
- Begonia lobata Schott[1]
- Begonia vernicosa Klotzsch[1]
- Ewaldia ferruginea Klotzsch[1]
- Ewaldia lobata (Schott) Klotzsch[1]

Begonia rufa est une espèce de plantes de la famille des Begoniaceae.
L'espèce fait partie de la section Pritzelia.
Elle a été décrite en 1817 par Carl Peter Thunberg (1743-1828).

## Répartition géographique
Cette espèce est originaire du pays suivant : Brésil.